# Davmir Burić (nogometaš)
Davmir Burić, popularno znan kot Šolta, hrvaški nogometaš in trener, * 7. julij 1964, Split, SR Hrvaška, SFRJ. 
Bil je vodja avstrijskega nogometnega kluba v Bundesligi Admir Wacker.
Med igranjem na Hrvaškem je po otoku Šolta dobil vzdevek »Šolta«, ker je njegova družina s tega otoka.